# آشا نيجي
آشا نيجي (من مواليد 23 أغسطس 1989) ممثلة تلفزيونية هندية. هي معروفة بأدوارها في برامج بافيترا ريشتا في دور بورفي، إيك موتثي أسمان في دور كالبانا، كوتش توه هاي تير مير دارميان في دور كواليال. فازت في برنامج الواقعي الهندي للرقص ناتش باليى مع شريكها ريثفيك دنجاني في عام 2014.

## وصلات خارجية
- آشا نيجي على موقع IMDb (الإنجليزية)